# Колыхалов, Геннадий Иванович
Геннадий Иванович Колыхалов (род. 25 марта 1938) — передовик советского сельского хозяйства, главный агроном

 колхоза «Великий Октябрь» Троицкого района Алтайского края, Герой Социалистического Труда (1988).

## Биография
Родился 25 марта 1938 году в Верх-Бехтемире Бийского района Алтайского края в русской семье. В 1961 году завершил обучение в Новосибирском сельскохозяйственном институте. С 1961 по 1963 годы работал в должности главного агронома колхоза «Память Ильича», а с 1963 по 2002 годы трудился главным агрономом колхоза «Великий Октябрь» (с 1995 года – АООТ, а затем ОАО «Великий Октябрь») в селе Краснояры Троицкого района Алтайского края. 
За время своей трудовой деятельности сумел внести огромный вклад в развитие сельскохозяйственного предприятия. Под его руководством были внедрены передовые приемы ведения сельскохозяйственного производства, благодаря чему колхоз укрепил свое финансовое положение. Колхозу «Великий Октябрь» Троицкого района был присвоен статус семеноводческого хозяйства. Предприятие обеспечивало семенами пшеницы и озимой ржи высокоурожайных районированных сортов многие сельскохозяйственные предприятия края. Постоянно проводил испытания и выводил новые сорта пшеницы и озимой ржи. За высокие трудовые достижения неоднократно представлялся к награждению орденами и медалями.
За выдающиеся результаты, достигнутые в освоении интенсивных технологий на выращивании зерновых и других сельскохозяйственных культур и в животноводстве, проявленную трудовую доблесть, Указом Президиума Верховного Совета СССР от 10 мая 1988 года Геннадию Ивановичу Колыхалову было присвоено звание Героя Социалистического Труда с вручением ордена Ленина и золотой медали «Серп и Молот».
В 2002 году вышел на заслуженный отдых. 
Проживает в селе Троицкое Троицкого района Алтайского края.

## Награды
За трудовые успехи удостоен:
- золотая звезда «Серп и Молот» (10.05.1988)
- орден Ленина (10.05.1988)
- Орден Трудового Красного Знамени (06.06.1984)
- Орден Знак Почёта (13.12.1972)
- Медаль За трудовую доблесть (23.06.1966)
- другие медали.
- Лауреат премии имени Т.С. Мальцева.
- Почетный гражданин Троицкого района.
- Член Совета старейшин при Губернаторе Алтайского края (с 2011 года).